# Kyōya Hibari
Kyoya Hibari (雲雀 恭弥 Hibari Kyōya?),es un personaje ficticio en la serie de anime y manga Katekyō Hitman Reborn! creado por Akira Amano. Para la mayor parte de la serie, Hibari es retratado como un antihéroe, teniendo en poco o ningún interés en los acontecimientos que rodean al principal protagonista, Tsuna Sawada. Él es presentado como el líder del Comité de Disciplina en la escuela de Tsuna, el instituto Namimori. A pesar de su estado, él es un delincuente que utiliza la violencia para crear su propia forma de orden en la escuela, así como hacer cumplir a lo largo de determinadas partes de la ciudad de Namimori.

## Personalidad
Hibari es el líder de los prefectos del Comité de Disciplina, que todos los delincuentes son leales a Hibari. Al igual que sus subordinados, también él es un delincuente violento, que utiliza su condición para acosar a otros estudiantes. Sin embargo, prefiere estar solo y se preocupa poco de sus subordinados.
Su frase es "Te moleré hasta la muerte" (kamikorosu), que le dice a todo el que está dispuesto a luchar.
Hibari está muy orgulloso de su escuela, y es aparentemente la única persona que le gusta el himno de su escuela, aunque se utilice como su tono de timbre. En el arco de Mukuro Rokudō, el adopta un pequeño pájaro que tomo del asesino de Kokuyo, Birds (posteriormente apodado "Hibird" debido a su conexión a Hibari). El pájaro se le une a Hibari. Hibari tiene una debilidad por los animales, como Hibird pero ha habido momentos en los que ha estado bien hasta con I-Pin, aunque no se sabe por qué. Hibari ha despertado la curiosidad de Reborn al inicio de la serie y lo considera un adversario digno, con un fuerte deseo de pelear contra él. Después de que Tsuna pasa la prueba de la herencia de los Vongola, el Hibari del futuro le comenta a Tsuna que empieza a parecerse al Tsuna del futuro, que es el que logra que se emocione tanto como Reborn lo hace. En la versión anime, tiene la tendencia a decir "Wao" (como "wow") cada vez que se ha impresionado o se muestra sarcástico.

## Habilidades

### Fuerza física
Posee una confianza en su fuerza física, ya que cuenta con una gran agilidad, fuerza envidiable, y puede igualarse a Genkishi.

### Armas
Según la lista de clasificación de Fuuta de los más fuertes de los estudiantes Namimori, Hibari es el número uno de los más fuertes en su escuela, de un feroz y bien entrenado combatiente que tiene una casi insaciable sed de sangre de un oponente digno. Aunque en realidad, el más fuerte es el Décimo Vongola, Tsuna Sawada, y está emparejado con otro Guardián Vongola, Rokudo Mukuro, a quien considera un rival más a batir. Como su principal arma, utiliza un par de tonfas.
Las tonfas de Hibari también han demostrado tener compartimentos ocultos que contienen otras armas. En el futuro, él tiene una caja de arma que contiene otro par de tonfas que emiten Llamas Última Voluntad.
Puede que unos de los motivos por la que sea tan fuerte se debe que fue entrenado por Dino, líder de la familia Cavallone, unas de las más poderosas familias aliadas de los Vongola, además de querer derrotar a enemigos cada vez más fuertes y no rindiéndose a pesar de que le maten para derrotar a su oponente.
En el futuro, Hibari se ha convertido en un experto en el uso de anillos. Su llama se ha vuelto tan intensa que incluso sin el anillo Vongola de la nube, es capaz de liberar poderosas cantidades de esta. Sin embargo, los anillos normales se rompen cuando los utiliza. El más joven Hibari es también capaz de emitir una llama Última Voluntad masiva con el Anillo Vongola, a pesar de que acababa de llegar en el futuro. Esto fue dicho a surgir cuando Hibari se sentía enojado con otros para interrumpirle. Se puso de manifiesto que Dino le enseñó a emitir las llamas.

#### Erizo
Cuando se utiliza, un erizo se dispara hacia la meta. Debido a la capacidad de la nube de propagación, el erizo puede llegar a ser mayor cuando se toma en llamas Última Voluntad.
Hibari nombra a este erizo "Roll" y Kusakabe lo llama "puerco espín" aunque jamás lo dice en voz alta.

#### Esfera de pinchos
Su erizo forma una enorme esfera que se hace más grande, atacando a todo en un radio determinado.

#### Esfera de pinchos inversa
Se crea un espacio hermético grande con un suministro de aire limitado donde solo se les permite entrar, se utiliza para conseguir una pelea física, ya que anula cualquier arma de caja. Este espacio está cubierto de púas tanto por dentro como por fuera de las paredes.

#### Caja Vongola
Su caja también es un erizo pero con un diseño ligeramente distinto, como las demás cajas vongola esta es capaz de convertirse en el arma perteneciente al del correspondiente guardián de la primera generación llamado Alaude. Esta caja en Cambio-Forma son unas esposas con unos pinchos con lama de la Nube. llamadas "las esposas Alaude". Estas esposas se pueden multiplicar gracias al elemento Nube, llegando a esposar todo el cuerpo del contrincante. Entonces puede disminuir el tamaño de las esposas, clavándole a su enemigo sus pinchos, matándolo muy cruelmente. Estas esposas fueron reveladas en el enfrenamiento de Hibari contra Daisy.